# ハッピーアイスクリーム (映像作品)
『ハッピーアイスクリーム』は、加藤拓也監督・脚本による映像作品。全6話。

## 概要
2020年、コロナ禍に制作された。本作について加藤は「コロナ禍超初期に遊んだ『ハッピーアイスクリーム』という3年間どこにも出てこなかったアニメと実写の融合したやつ」と述べている。
2023年10月、映画『ほつれる』公開に連動した日本映画専門チャンネルの特集企画「演劇界の異端 加藤拓也」にて、テレビ初放送。
作中では、アイスクリーム店の冷凍ショーケースを舞台に、擬人化した8種類のフレーバーたちのコミカルな会話劇が展開される。
キャストは、北乃きい、柄本時生、秋元龍太朗、豊田エリー、平原テツ、中山求一郎ら加藤主宰の「劇団た組」参加メンバーのほかに永野宗典、高橋努。
構成
オープニングはタイトルバックのあと、目線を入れた軽装の男性が片手にソフトクリームを持ったまま軽快な曲をバックに踊る実写とサイケデリックな色彩の異空間で「ハッピーアイスクリーム」の文字テロップが大量に動き回るCGをコラージュしたOPアニメ。続いてアイキャッチ、ドラマパート、アイキャッチで終了。EDアニメ、エンドロール等は無い。
ドラマパートはショーケースを俯瞰した構図で、フレーバーは俳優の顔面の実写映像とCGとの合成。それ以外の背景や人間の手などは全てCG。6話全て長さ（尺）は異なる。サブタイトルは無い。
ドラマパート前後に挿入されるアイキャッチは毎回同じ映像を使用。月夜の晩に高原のアイスクリーム屋台店で、椅子に腰かけてアイスを食べているスーツ姿の肩から上が画面からはみ出している巨人と、店の前で鴨に何度も角材を振り下ろす中腰の女性店員というシュールな光景のアニメ。

## キャスト
エマ
演 - 北乃きい
ストロベリー。
アンドレ
演 - 永野宗典
バニラ。
ギャビン
演 - 平原テツ
キャラメルコーヒー。
ノエル
演 - 中山求一郎

ドロシー
演 - 豊田エリー
レモンシャーベット。
ジョナ
演 - 秋元龍太朗
チョコミント。
テティ
演 - 高橋努

渡辺
演 - 柄本時生
抹茶。
ショーケースの配置：上段左からギャビン（平原）、テティ（高橋）、渡辺（柄本）、ドロシー（豊田）
下段左からジョナ（秋元）、エマ（北乃）、アンドレ（永野）、ノエル（中山）

## 主題歌
- オープニング曲 「ハッピーアイスクリームの歌」

歌 - 佐伯ユウスケ　/　作詞・作曲・編曲 - 佐伯ユウスケ

## スタッフ
- ゼネラルプロデューサー - 小宮誠（TinyBetter）
- プロデューサー - 菅原直哉（ADKクリエイティブ・ワン） 、林田むつみ
- 撮影・照明・編集・コンポジット - 中島唱太
- オープニングタイトル - 宮﨑希沙
- アニメーション・CG・撮影助手 - 玉田伸太郎
- 録音・サウンドデザイン・MA - 小野川浩幸
- スタイリスト - 高橋毅
- スタイリストアシスタント - 岸佳澄
- ヘアメイク - Aki
- ヘアメイクアシスタント - mizuki
- 制作進行 - 堀充
- 制作アシスタント - 薄井理美
- 制作プロダクション - ADKクリエイティブ・ワン、TinyBetter
- 製作 - 日本映画専門チャンネル、フォスター
- 企画・脚本・演出 - 加藤拓也